# Entrelacs
Entrelacs är en kommun i provinsen Québec i Kanada. Den ligger i regionen Lanaudière, i den sydöstra delen av landet, 150 km nordost om huvudstaden Ottawa.